# Hellula subbasalis
Hellula subbasalis is een vlinder uit de familie van de grasmotten (Crambidae). De wetenschappelijke naam van de soort is voor het eerst gepubliceerd in 1923 door Harrison Gray Dyar Jr..
De soort komt voor in de Verenigde Staten (Californië).